# Operatie Flipper
Operatie Flipper was een Britse speciale operatie tijdens de Tweede Wereldoorlog met als hoofddoel een aanval op het hoofdkwartier van Erwin Rommel, de commandant van de asmogendheden in Noord-Afrika. De operatie werd uitgevoerd in de nacht van 17 op 18 november 1941, een nacht voor de start van Operatie Crusader, een groot Brits offensief. De operatie was een totale mislukking. Slechts twee van de ruim dertig commando's die aan land kwamen wisten veilig terug te keren. De rest was dood of al dan niet gewond krijgsgevangen gemaakt.

## Achtergrond
In oktober en november 1941 werd door het Britse 8e Leger een plan opgesteld om meerdere doelen achter de vijandelijke linies aan te vallen, te weten:
- Het hoofdkwartier van Erwin Rommel nabij Al Bayda
- Het Italiaanse hoofdkwartier bij Cyrene
- Een afdeling van de inlichtingendienst in Apollonia
- Verschillende communicatiestations

Het belangrijkste doel was het doden van Erwin Rommel zelf, waarmee werd gehoopt dat de organisatie van het vijandelijke leger een volledige chaos werd als Operatie Crusader van start ging.
De commandant van de operatie was Luitenant-Kolonel Robert Laycock. Luitenant Geoffrey Keyes, die aanwezig was geweest bij het plannen van de operatie, nam de meest hachelijke taak op zich: de aanval op het hoofdkwartier van Rommel.

## De Raid
Op 10 november verlieten twee onderzeeërs de haven van Alexandrië. De HMS Torbay had Keyes, kapitein Campbell en luitenant Cook en 25 commando's aan boord. De HMS Talisman had Laycock, kapitein Glenny, luitenant Sutherland en ook 25 commando's aan boord. In de nacht van 14 op 15 november landde de eenheid van Keyes op het strand van Hamama, ruim 400 kilometer achter de vijandelijke linies. Hier hadden ze contact met kapitein Haselden, luitenant Ingles en korporaal Severn, van de Long Range Desert Group, een inlichtingendienst, die al eerder in het gebied waren afgezet.
De andere eenheid, onder leiding van Laycock, had meer moeite met aan land komen. Het weer was omgeslagen en slechts zeven man wisten samen met Laycock aan land te komen. De rest bleef achter op de Talisman. Hiermee waren slechts 39 van de kleine 60 man beschikbaar. Het plan moest worden gewijzigd, en in plaats van vier groepen die aan zouden vallen, werden het er slechts 2. Laycock bleef achter op het verzamelpunt met enkele mannen in de hoop dat de achtergebleven commando's op de Talisman alsnog aan land konden gaan.
De voltallig groep van Keyes ging naar het hoofdkwartier van Rommel, en luitenant Cook ging met zijn mannen naar de communicatiestations.
Kort nadat het licht werd bereikte de groep van Keyes een Wadi. Hier bleven ze gedurende de dag, tot het weer donker werd. In de nacht vertrokken ze weer, maar hun Arabische gids weigerde verder mee te gaan door het verslechterende weer. Hierop leidde Keyes zijn mannen naar een hoogte van ca. 550 meter. Hierop volgde een mars van ruim 28 kilometer. Na wederom een dag geschuild te hebben wist de groep rond 22:00 uur het hoofdkwartier op enkele honderden meters te naderen.
Een minuut van twaalf uur 's nachts had Keyes zijn mannen langs bewakers en andere verdedigingen van het hoofdkwartier geleid, en kwamen ze aan bij het huis. Doordat ze geen open deur of raam konden vinden werd kapitein Campbell, die vloeiend Duits sprak, naar het huis gestuurd om op de deur te bonken en toegang te eisen. De soldaat die de deur opendeed werd onmiddellijk aangevallen door Campbell en Keyes, maar was desondanks nog in de positie om alarm te kunnen slaan. Hierop schoot Campbell hem dood met zijn pistool. Het geluid van het pistool alarmeerde de andere Duitsers rond het huis, waarop een gevecht ontstond.
In het gevecht werd Keyes dodelijk verwond. Hij werd naar buiten gedragen door een paar van zijn mannen, waar hij binnen enkele minuten overleed. Later werd Campbell in zijn been geschoten door een van zijn eigen mannen, nadat hij achteloos een hoek om was gelopen, terwijl hij eerder het bevel had gegeven om eenieder die binnen gezichtsveld kwam neer te schieten. Hierop gaf hij het bevel over aan sergeant Terry en bleef zelf achter. Terry hergroepeerde de eenheid en trok terug.
Terry kwam met de eenheid veilig terug bij Laycock op het strand. De eenheid van Cook, die naar de communicatiestations was gegaan, keerde niet terug. Vanwege het slechte weer was het niet mogelijk om aan boord van de onderzeeërs te gaan, en ze besloten om op het strand te wachten op beter weer. Ze werden echter al snel ontdekt door de vijand, die hierop in de aanval ging. Laycock was zich ervan bewust dat ze geen kans hadden tegen een grote, georganiseerde gevechtseenheid en beval zijn mannen om in kleine groepen uiteen te gaan. Alleen Terry en Laycock wisten echter, na 37 dagen in de woestijn, veilig terug te keren naar de duikboten. De rest was of gedood of gevangengenomen.

## Nasleep
Achteraf werd duidelijk dat Rommel ten tijde van de operatie helemaal niet aanwezig was in het hoofdkwartier, maar dat hij het huis twee weken eerder al had verlaten. Desondanks was Operatie Crusader een gering succes voor de geallieerde strijdkrachten. Niet lang erna lanceerde Rommel echter een verrassende tegenaanval waardoor de Britse troepen weer een stuk terug moesten trekken.
Luitenant-kolonel Keyes werd op bevel van Rommel met militaire eer begraven op een lokale katholieke begraafplaats. Voor zijn bijdrage in de operatie werd hij postuum onderscheiden met het Victoria Cross, de hoogste Britse militaire onderscheiding.